# Mikulášský kostel (Berlín)
Mikulášský kostel (německy: Nikolaikirche) je bývalý kostel v německém hlavním městě Berlíně, v centrální čtvrti Mitte. Okolí kostela je někdy nazýváno Nikolaiviertel. V současnosti budova slouží jako muzeum a koncertní sál. Kostel byl postaven v letech 1220 až 1230 ve stylu cihlové gotiky, a spolu s kostelem Panny Marie je tak nejstarší sakrální stavbou v Berlíně. Původně římskokatolický kostel se stal luteránským v roce 1539. V 17. století zde byl duchovním autor hymnů Paul Gerhardt a hudebním ředitelem skladatel Johann Crüger. Významný luteránský teolog Philipp Jacob Spener vedl kostel v letech 1691 až 1705. V letech 1913 až 1923 byl duchovním v kostele Wilhelm Wessel, jehož syn Horst Wessel se proslavil jako nacista. Kultickým účelům budova sloužila naposledy 31. října 1938. Poté byla předána vládě a přeměněna na koncertní síň a církevní muzeum. Během druhé světové války byla v důsledku spojeneckého bombardování zničena střecha a vrcholky věží. V roce 1949 se zřítily všechny klenby a severní pilíře. Vláda NDR dlouho nejevila ochotu budovu rekonstruovat, přestavba podle původních plánů začala až v roce 1981. Dnes kostel slouží opět jako muzeum a jako koncertní síň, kterou spravuje Stiftung Stadtmuseum Berlin. Většinu pátků v roce se zde v 17 hodin koná varhanní recitál, který využívá i sestavu 41 zvonů.